# Heteromeringia polynesiensis
Heteromeringia polynesiensis är en tvåvingeart som beskrevs av Mitsuhiro Sasakawa 1966. Heteromeringia polynesiensis ingår i släktet Heteromeringia och familjen träflugor.
Artens utbredningsområde är Amerikanska Samoa. Inga underarter finns listade i Catalogue of Life.